# Nowojorskie Badania Podłużne
Nowojorskie Badania Podłużne (ang. New York Longitudinal Studies) – projekt badawczy przeprowadzony od roku 1956 do lat 1990. przez Alexandra Thomasa i Stellę Chess na 133 dzieciach amerykańskich pochodzących z rodzin klasy średniej.
 Celem badania było stworzenie teorii temperamentu dla dzieci oraz sprawdzenie wartości predykcyjnej tej teorii. W ramach NYLS wyróżniono 9 cech temperamentalnych, które układały się w 3 typy temperamentów.

## Cechy i typy temperamentalne
9 cech temperamentu wyróżnionych przez Thomasa i Chess:
- Aktywność
- Rytmiczność
- Zbliżanie się – wycofywanie
- Łatwość przystosowania
- Próg reagowania
- Siła reakcji
- Jakość nastroju
- Roztargnienie
- Zasięg uwagi i wytrwałość

3 typy temperamentalne:
- Temperament łatwy (ok. 40% dzieci) – występuje u nich przewaga nastroju pozytywnego nad negatywnym, łatwo przystosowują się, są ciekawe nowych bodźców
- Temperament wolno rozgrzewający się (ok. 15% dzieci) – wykazują przewagę nastroju negatywnego nad pozytywnym, trudno się przystosowują, reagują negatywnie na nowe bodźce
- Temperament trudny (ok. 10% dzieci) – wykazują przewagę nastroju negatywnego nad pozytywnym, trudno się przystosowują, reagują negatywnie na nowe bodźce. Od pozostałych dwóch typów wyróżnia je duża siła reakcji na bodźce i brak regularności (u dzieci łatwych i wolno rozgrzewających się jest ona niska i dość regularna).

## Krytyka pojęciatemperament trudny– dobroć dopasowania
Przypisanie grupie dzieci etykiety trudne może sugerować rolę temperamentu (z definicji uwarunkowanego biologicznie i trudnego do zmiany) jako decydującą w powstawaniu zaburzeń rozwoju u dzieci. Wrażenie to jest mylne, gdyż ważniejsza w przewidywaniu zaburzeń jest dobroć dopasowania. Dobroć dopasowania to stan, w którym oczekiwania otoczenia odnośnie do dziecka i pozostałej części jego otoczenia jest dopasowana do jego stylu temperamentalnego. Dzieci z temperamentem trudnym dużo łatwiej niż inne przejawiają objawy patologiczne w sytuacji braku dobroci zachowania. Jednak jeśli dzieci te znajdują się w dopasowanej sytuacji, występuje u nich mniej zaburzeń, niż u dzieci z temperamentem łatwym, które nie znajdują się w dopasowanej sytuacji.